# Football Club Cincinnati
El Football Club Cincinnati es un club de fútbol de Cincinnati, Ohio, que juega en la Conferencia Este de la Major League Soccer, la primera división de fútbol de los Estados Unidos. Su estadio es el TQL Stadium de 26.000 espectadores en Cincinnati.

## Historia

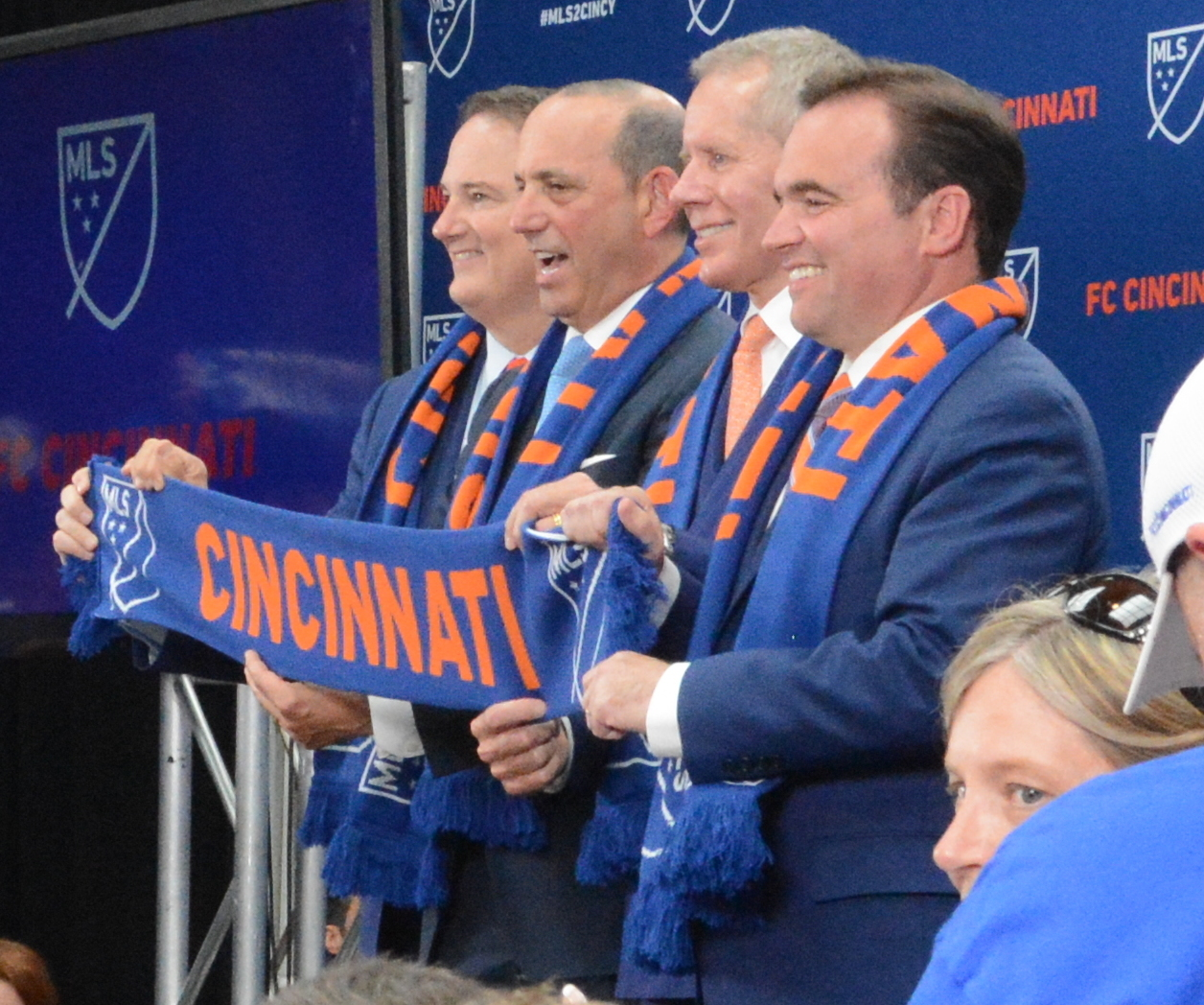
El gerente General del club Jeff Berding, el comisario de la MLS Don Garber, el propietario del club Carl Lindner III, y el alcalde de Cincinnati John Cranley, en el anuncio oficial de la nueva franquicia de la MLS en 2018.

Los propietarios de el club de la USL iniciaron negociaciones con Major League Soccer sobre una posible franquicia de expansión a principios de 2016, y Cincinnati se anunció como una de las diez ciudades que habían expresado interés en los espacios para equipos 25 a 28. El comisionado de la MLS Don Garber visitó Cincinnati en diciembre de 2016 para recorrer el estadio Nippert y reunirse con los funcionarios de la ciudad y los clubes, felicitando a la ciudad y los fanes. FC Cincinnati formalmente presentó su oferta de expansión en enero de 2017, incluida una lista de posibles ubicaciones de estadios.
El 29 de mayo de 2018, la Major League Soccer anunció que Cincinnati se uniría a la liga en 2019 como un equipo de expansión bajo la marca FC Cincinnati. El West End Stadium, un estadio de fútbol específico para 26,000 personas la sede del West End está programada para abrir en 2021.
FC Cincinnati firmó a sus primeros dos jugadores de la MLS, Fanendo Adi y Fatai Alashe, en julio de 2018. Adi fue el primer jugador designado del equipo. Ambos jugadores fueron prestados al FC Cincinnati USL team por el resto de la temporada 2018.
FC Cincinnati seleccionó a cinco jugadores de ciertos equipos de la MLS en el proyecto de expansión, que tuvo lugar el 11 de diciembre de 2018.

### Primera temporada 2019
El 2 de marzo de 2019 el equipo debutó en la MLS frente al Seattle Sounders perdiendo por 4-1 haciendo de visita en el estadio de CenturyLink Field, Leonardo Bertone marcó el primer gol oficial del club en la competición MLS.

## Estadio
Juega sus partidos como local en el estadio TQL Stadium de 26.000 espectadores, en Cincinnati. El estadio de sus primeras dos temporadas fue el Estadio Nippert en Cincinnati, también el hogar del equipo de fútbol americano Cincinnati Bearcats. Nippert Stadium es un estadio de 33.800 asientos, diseñado tanto para el fútbol americano y el fútbol. El TQL Stadium, diseñado para el fútbol, tiene una capacidad de 26.000 espectadores y su inauguración fue en 2021.

## Jugadores

### Más apariciones en club
- Actualizado al 25 de septiembre de 2024.

| # | Jugador         | Años      | Liga | Playoffs | Copas Nacionales | Copas Internacionales | Total |
| - | --------------- | --------- | ---- | -------- | ---------------- | --------------------- | ----- |
| 1 | Yūya Kubo       | 2020–     | 129  | 5        | 6                | 11                    | 151   |
| 2 | Luciano Acosta  | 2021–     | 121  | 6        | 7                | 10                    | 144   |
| 3 | Nick Hagglund   | 2019–     | 126  | 2        | 8                | 3                     | 139   |
| 4 | Brandon Vazquez | 2019–2024 | 112  | 6        | 5                | 4                     | 127   |
| 5 | Álvaro Barreal  | 2020–2024 | 104  | 6        | 7                | 4                     | 121   |

- Actualizado al 25 de septiembre de 2024.

| # | Jugador          | Años      | Liga | Playoffs | Copas Nacionales | Copas Internacionales | Total |
| - | ---------------- | --------- | ---- | -------- | ---------------- | --------------------- | ----- |
| 1 | Luciano Acosta   | 2021–     | 46   | 3        | 1                | 2                     | 52    |
| 2 | Brandon Vazquez  | 2019–2024 | 32   | 2        | 3                | 6                     | 43    |
| 3 | Brenner          | 2021–2023 | 27   | 0        | 0                | 0                     | 27    |
| 4 | Danni König      | 2017–2019 | 22   | 0        | 0                | 0                     | 22    |
| 4 | Emmanuel Ledesma | 2018–2020 | 22   | 0        | 0                | 0                     | 22    |

## Palmarés
| Competición nacional           | Títulos | Subcampeonatos |
| ------------------------------ | ------- | -------------- |
| Major League Soccer (0/0)      |         |                |
| Lamar Hunt U.S. Open Cup (0/0) |         |                |
| MLS Supporters' Shield (1/0)   | 2023    |                |
| MLS Eastern Conference (0/1)   |         | 2023.          |

## Entrenadores

### Cronología de los entrenadores
- Alan Koch (2019)
- Yoann Damet (2019)
- Ron Jans (2019-2020)
- Yoann Damet (2020)
- Jaap Stam (2020-2021)
- Tyrone Marshall (2021)
- Pat Noonan (2021-presente)